# Veerakkalpudur
Veerakkalpudur es una ciudad y nagar Panchayat situada en el distrito de Salem en el estado de Tamil Nadu (India). Su población es de 16665 habitantes (2011).

## Demografía
Según el censo de 2011 la población de Veerakkalpudur era de 16665 habitantes, de los cuales 8451 eran hombres y 8214 eran mujeres. Veerakkalpudur tiene una tasa media de alfabetización del 87,21%, superior a la media estatal del 80,09%: la alfabetización masculina es del 92,77%, y la alfabetización femenina del 81,55%.